# 立ち食いそば・うどん店

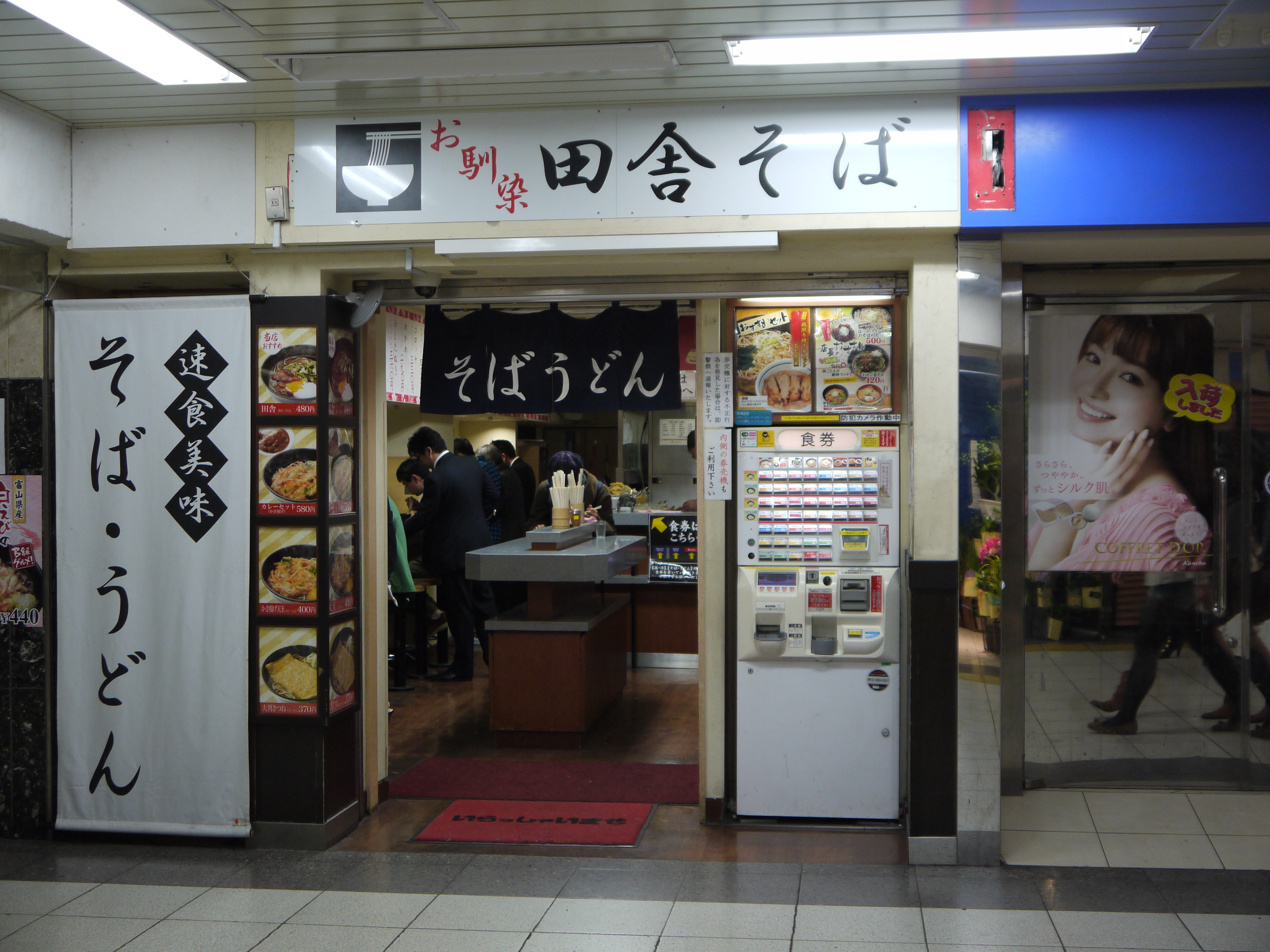
立ち食いそば店

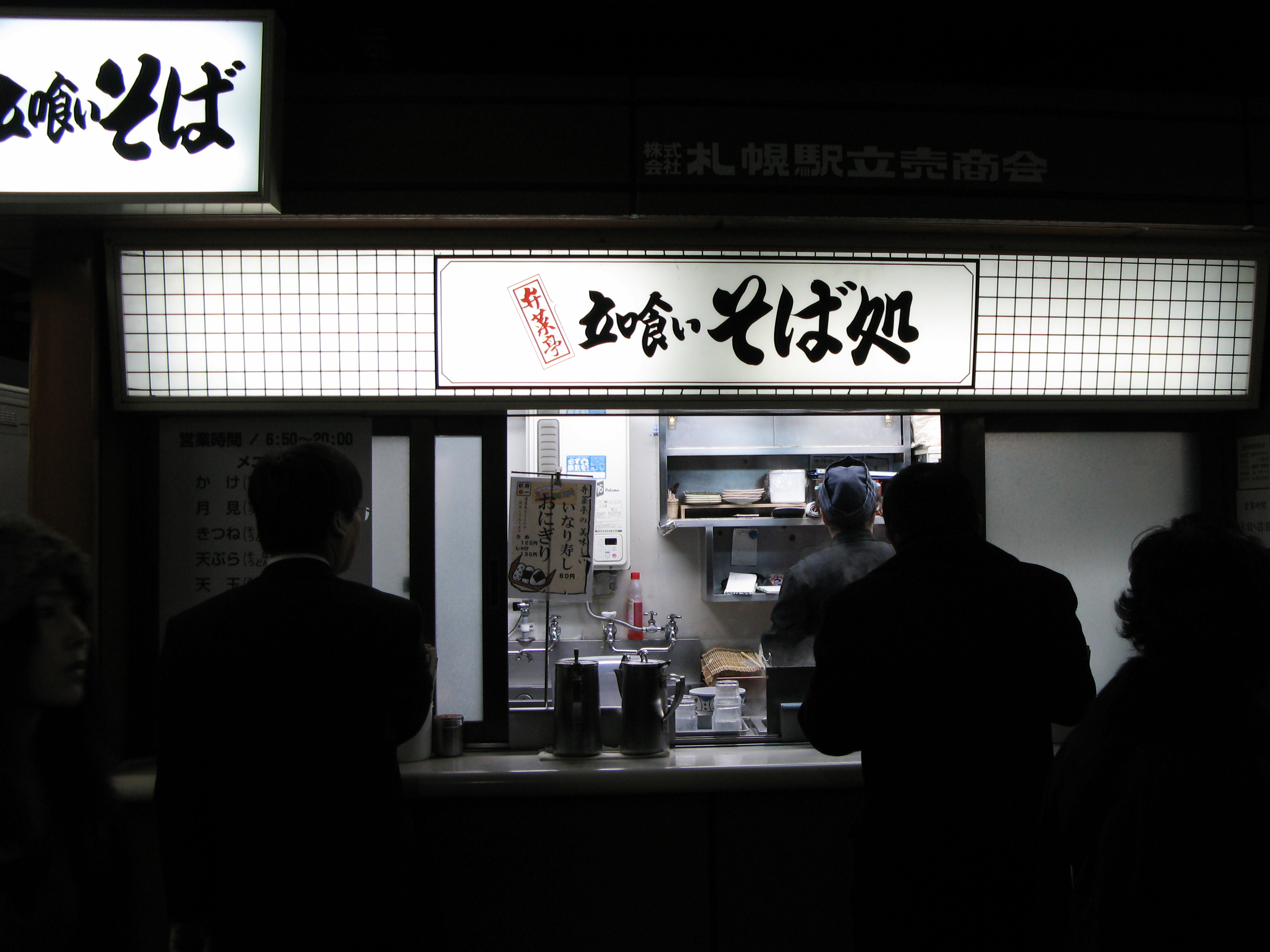
立ち食いそば店

立ち食いそば・うどん店（たちぐいそばてん・うどんてん）は、そばやうどんなどを立ち食い形式で提供する飲食店である。鉄道駅にあるものは「駅そば」とも呼ばれる。

## 概要

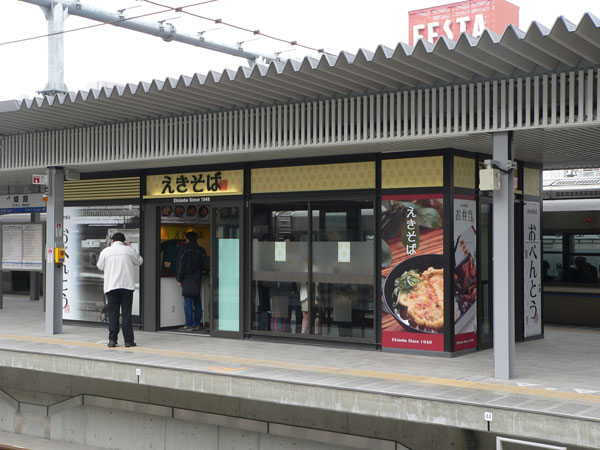
姫路駅山陽本線ホームの立ち食いそば店。
左側内部が厨房とカウンターで、入口すぐに自動券売機がこちらから見て裏向きに立っている。右側内部が立食場所だが、店内が混雑している際にはホームに出て食べている人もいる。

簡便な食事場所としての立ち食いそば店の起源は、江戸時代における江戸で営業されていたそばの屋台である。
簡単に食事をすませたい場合などに多く利用されているファストフード店の一種でもある。日本各地で見られる店舗形態で、鉄道駅のほか、大都市圏を中心に駅周辺やオフィス街などの市街地・商業地域で営業する店、あるいは遊園地、野球場や競馬場などの遊興施設で営業をする店も多々ある。店によっては立ち食いではなく、カウンターに簡易椅子を設けて腰掛けられるようになっている場合や、テーブル席を置いている場合もある。
高速道路のサービスエリアやパーキングエリア、一般道路の道の駅などにある、立ち食いもしくはカフェテリアスタイルの軽食コーナーにも、そば・うどんのメニューがあるので、広義にはこれらを含むこともある。また、1960年代から1970年代の一時期には、日本国有鉄道の急行列車の一部にあったビュフェでも立ち食い形式のそば・うどんを提供していたこともあった。
ほとんどの店で、そばとうどんの両方を扱っている。そばの比率は、首都圏では7割から8割を占めている一方、関西では4割から5割とされる。ただし、同じ関西でも「阪急そば」では6割を占めている。売り上げが伸びないうどん専門店をそば店に転換して軌道に乗った店もあり、「駅の立ち食いはそば」という概念が確立している。
基本的に、客は店内のカウンター越しに厨房内にいる従業員へ料理を注文し、カウンター越しに出来上がった料理を受け取る。かつては、出来上がった料理と引き換えに、従業員へ代金の現金を手渡しするスタイルだったが、立ち食いそばチェーンの普及による金銭管理の徹底化、および保健所からの衛生上の観点による指導により、食券販売機を使用する店舗が増えている。また、Suica・PASMO・ICOCA・SUGOCAなどの電子マネーが利用できる店舗も増えつつある。ただし、トッピングの追加のみ現金可の場合も多いほか、未だ全商品の代金収受を現金手渡しで行っている店も少なくない。
そばとうどんの違いや、地域によるメニューの違いを理解していない外国人などに配慮して、メニューや看板に料理の写真を掲載している店もある。
2024年の原材料高騰の流れでやはり立ち食いそば店も他の多くのジャンルの飲食店と変わらず大量閉店ラッシュに見舞われており「もはや昔ながらの安売りは人件費の心配の無い家族経営でしか成り立たない」「チェーン店では新人を教育し直す負担があるためすぐ逃げる恐れのあるアルバイトをおいそれと採用できなくなり、社員を中心とした人材のやりくりをするしかない」と現場から苦しい声が漏れている状況となっている。

## 商品形態

### 麺
立ち食い店では商品を短時間に提供することが売り物のひとつであるため、市中のそば・うどん店とは異なり、主流は「ゆで麺」であり、あらかじめ製麺所でゆで上げられた麺を注文後再度短時間湯通しして、かつ、熱めのつゆをかけて提供される場合が多い。これは、生麺からゆでていては客の「短時間で食事を済ませたい」要求に対応できないことから生まれたものである。また、この方法では調理が短時間かつ簡単なため、店員数が少なくて済み、コスト削減の効果もある。
味への要求から、質感が向上した「生麺」や「冷凍麺」を採用する店もある。逆に冷凍庫を設置しなければならないことや、ゆで麺に対して2分程度のゆで時間がかかるという欠点がある。そのため生麺を使用している店の中には、生麺使用のため多少時間がかかるという旨の注意書きを壁に掲示している店もある。生麺は市街地に立地する店を中心に採用され、注文後生麺からゆで上げ、その後冷たい水で麺のヌメリを取り締めるため、本来の味を楽しむことが出来る。生麺や冷凍麺を採用する店でも、ゆで上げる手間を減らし提供の早さを維持するため、一定量の麺を一度にゆで上げておく店では麺が伸びてしまっている場合もある。
立ち食い店で初めて生麺を導入したのは、1987年、富士そばとされる。「小諸そば」を生麺導入の先駆け的存在とした記事もあるが詳細は不明。
2010年代に入り、主に打ちたての蕎麦を提供する目的で、押し出し式製麺機による店内製麺を導入する店も増えている。大手では富士そばが2016年より一部店舗で店内製麺を始めた。

### つゆ
めんつゆは一般のそば・うどんと同様である。
関東ではつけ蕎麦のツユを掛けて食べてかけそばが出来たように、濃口醤油と砂糖・味醂を材料とする「かえし」と削り節を使用し旨味と香りが強く濃い色のつゆであり、これはつけそば・かけそば、うどんでも同様である。
一方、近畿では、薄口醤油を使用し昆布の風味を生かした薄い色のつゆが主流である。近畿以西（西日本）で濃口醤油を用いた「関東風」のつゆが出される地域はかなり限定的であり、鳥取県米子周辺、島根県出雲地方のみとなっている。ただ、それらの地域でも用いられるネギは他の西日本同様にすべて青ネギである。
内陸部の米原駅の立ち食い店は、薄口醤油と昆布の風味を生かした、明らかに近畿風のつゆの立ち食い店である。東海道本線沿線で米原の東隣に位置する立ち食い店設置駅はかつては大垣駅、2006年時点では岐阜駅で、いずれも濃口醤油ベースの名古屋風つゆの店である。
飛び地などもあり諸説あるが、北から富山県、関ヶ原、愛知県・三重県境を基準として境界線を引くことができるとする意見もある。
2000年12月22日に放送された『タモリ倶楽部 さよなら20世紀SPECIAL』（テレビ朝日、90分拡大SP）の企画で、東海道新幹線各駅のうどんの汁の色の濃を調査した。関東〜東海にかけては関東風で、特に小田原駅から豊橋駅までが最も濃く、また西に進むにつれむしろ濃くなっていった。豊橋駅の次の三河安城駅でやや薄くなる変化が現れ始め、名古屋駅は三河安城駅とほぼ同じ、その隣の岐阜羽島駅ではそれよりさらに薄くなり、次の米原駅からは完全な近畿の薄色の出汁になるという結果であった。なお、番組レビューページの日付は「1月22日」となっているが、2000年のカレンダーや放送サブタイトルなどから、12月22日が正しい。また、2001年10月28日放送『所さんの目がテン!』でも同様の調査が行われ、やはり米原駅で近畿に切り替わるという結論に至った。

### 種物・薬味
- 立ち食い店における「天ぷら」は一般にかき揚げを意味する。既製品を使用する店もあるが、店内で揚げる店も増えている。かき揚げの内容には地域差がある。首都圏ではたまねぎを中心に用いた食べごたえのあるものが主流だが、桜えびを散らす程度でほとんど具のない粉だけの天ぷらが用いられる地域もある。天ぷらと生玉子を一緒に載せたものは「天玉そば（うどん）」と呼ばれる。一方で海老天やイカ天といった天ぷらを用意している店もある。
- 「肉うどん」には、西日本では牛肉、東日本では豚肉が用いられることが多い。地域によっては肉うどんの代わりに鶏肉を用いた「かしわうどん」が提供される例もある。
- 独創的な種物が採用される例もある。山盛りのフレンチフライを載せた阪急そばの「ポテそば・うどん」や、絹ごし豆腐を一丁そのまま載せた箱根そばの「冷やし豆腐一丁」（夏季限定メニュー）などがある。その一方で、利用者が多くない店舗ではトッピングの種類を絞ることも多い。極端な例では卵とかき揚げしか用意せず、かけ・天ぷら・月見・天玉の4つしかメニューがない店もある。
- 「コロッケそば・うどん」は首都圏を中心に見られる。箱根そばのコロッケはカレー味の「カレーコロッケ」になっている。
- 東日本では根深ネギ（白ネギ）、西日本では葉ネギ（青ネギ）を薬味にする傾向がある。東海道本線の駅そば・うどんでは、小田原で白ネギ、三島で葉ネギの使用が見られる。また、北陸本線では、金沢で白ネギが使用されているが、福井では青ネギが使用されている。

### 飯物
ご飯物も提供している店舗もある。ご飯・炊き込み類・とろろ飯などの茶碗に盛るだけのもの、カレーライス・かきあげ天丼などの麺類と具が共通のもの、または稲荷寿司・おむすびなどの店舗内での調理が不要か簡単なメニューが多い。その一方で、通常の蕎麦屋のメニューのように親子丼・カツ丼・牛丼・夏季に鰻丼などの丼物を置く店もある。駅弁販売業者が運営する駅内にある店舗では駅弁を扱うところもある。

## 駅そば

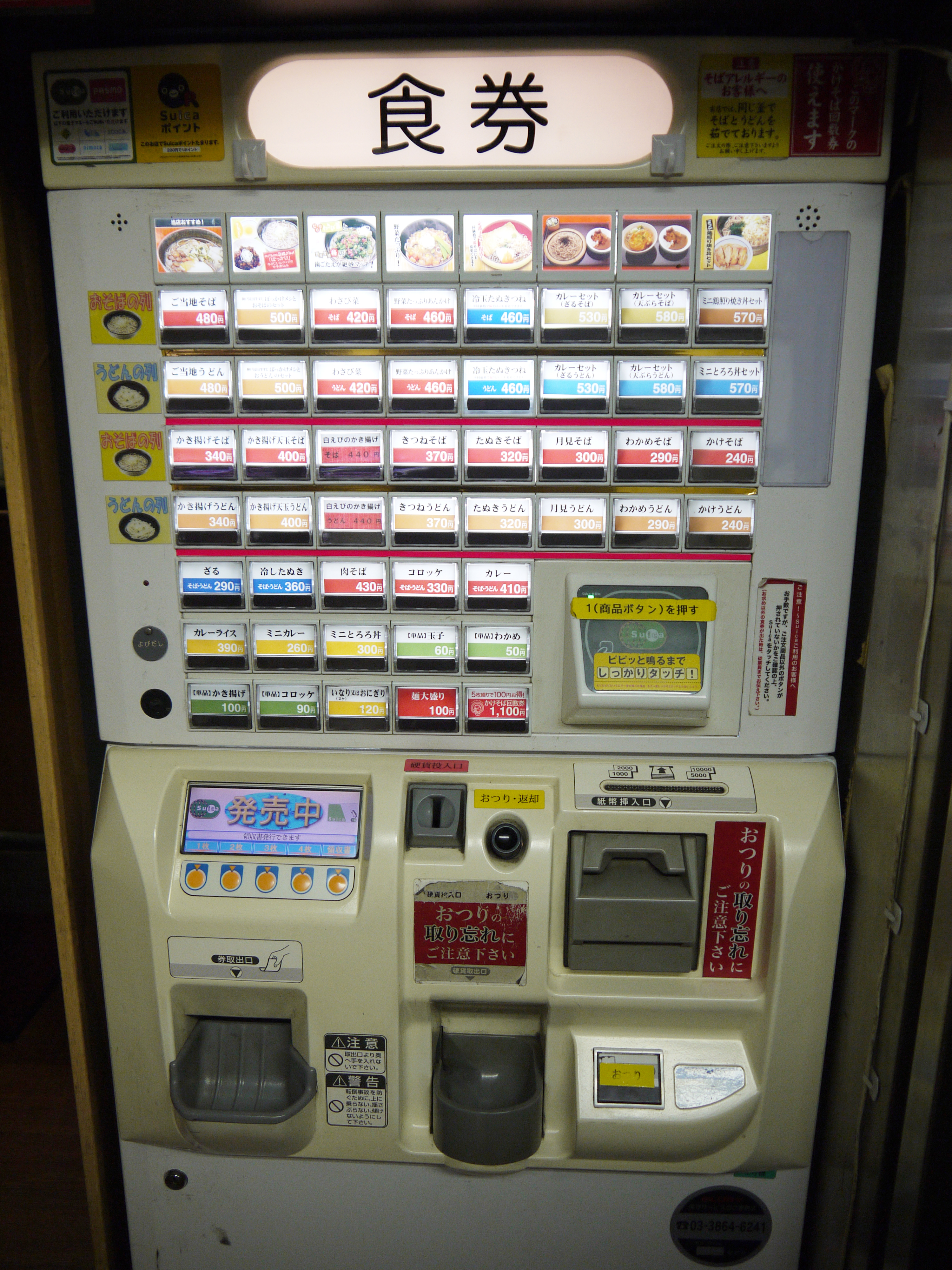
立ち食いそば店「お馴染田舎そば」池袋店（閉店済）の食券販売機。Suica電子マネーなど交通系ICカードによる支払いにも対応している。

駅そば（えきそば）は、日本の鉄道駅構内において蕎麦を提供する飲食店及びその蕎麦である。多くが「立ち食いそば店」の形式で運営されている。椅子を設けている店もある。
駅構内における立ち食いそば店は、主として、駅弁を販売する業者により運営されてきた店舗と、鉄道事業者（主に旧国鉄）が余剰人員対策として直営あるいは関連会社により展開してきた店舗に大別される。明治時代後期には、そばを提供する店が軽井沢駅や一ノ関駅、北海道の長万部駅・森駅にできた。列車の停車時間や乗り換え時などの空き時間に気軽に喫食出来るサービスとしても広まる。またホーム上の駅そば店では停車時間の短縮に対応して、列車内へ持ち込めるように持ち帰り容器込みで販売される形態も広まった。
元々の運営形態である「駅弁販売業者の運営」は駅弁事業の不振や経営者の高齢化により事業者が撤退、「鉄道事業者の余剰人員対策」も余剰人員そのものの整理・鉄道事業者内のグループ再編により閉店が相次いでいる。その後継として鉄道事業者系の外食企業の参入が増えており、駅そばの味付けが画一化される傾向にある。
かつてJR東日本駅構内の駅そばは個人経営が多かったが、1996年（平成8年）に同社の子会社である日本レストランエンタプライズ（JR東日本フーズを経て現在のJR東日本クロスステーションフーズカンパニー）に製麺部門が新たに出来ると自社製麺に切り替わった。順次拡大を広げ、1998年（平成10年）に駅構内の立ち食いそばを全て「あじさい茶屋」(旧：あじさい亭)に統一してチェーン展開を大々的に進めたが、全て茹で麺で各店の味が同一で味に特徴がなかったため、店ごとに様々な味と独特で多彩なメニュー、コストをかけながらも美味しい生麺が楽しめる個人経営時代の駅そばの魅力を分かっていないと苦情が相次いだ。そのため、素早く提供しつつ食味を向上させるため、かき揚げをおいしく揚げられる担当者育成や機械の導入、生麺への切り替えといった工夫も行われている。
系列化が進む現在も、個性的な駅そば店は首都圏を含めて多くあり、味や具の違いを楽しむ愛好家もいる。鉄道そのものの利便性が向上して駅に滞在しなければいけない時間が減少していることは、地方において駅そば店にとって逆風となっているとの指摘もある。
日本国外では韓国の主要都市駅で「駅そば」ならぬ「駅うどん」が存在する例がある（大田駅の記事を参照）。
なお、そば・うどんを全く置かないため本項の範疇からは外れるが、ラーメン専門の立ち食い店も各地に存在する。そばと違ってラーメンはその特性上「茹で置き」が難しく、茹で時間も長く、茹で汁にかんすいが溶けだすためにこまめな水の交換を必要とすることから、限られた時間と空間の中で営業する必要のある駅構内では提供が難しいとされ、駅そば・駅うどん店と比べて店舗数は少ないとされる。かつては「ホームラーメン」という名称の立ち食いラーメンチェーン店が秋葉原駅・浜松町駅などの構内にあった。2021年現在では、細麺中心のため茹で時間が短く、そばと同等の効率でラーメンが提供できる九州地方を中心に立ち食い「駅ラーメン」が見られるほか、関東では東武伊勢崎線西新井駅の「西新井ラーメン」および、春日部駅野田線ホーム上の「東武ラーメン」などがあり、特に春日部駅の「東武ラーメン」は立ち食い「駅ラーメン」の代表格として知られている。また、既存の駅そば店のメニューにラーメンが加わるケースも増えており、「駅ラーメン」の人気が広まってきているという。

### 屋号
鉄道事業者ごとに、関連会社によるチェーンを展開したり、共通の屋号を設けていたりする例がある。また、駅弁店などが複数の駅で営業している場合も見られる。一方で、駅によって独自の屋号を持つことも多い。
- いろり庵きらく、そばいち、あじさい茶屋、大江戸そば、あずみ、小竹林、めん処一ぷく：東日本旅客鉄道（JR東日本）・東京臨海高速鉄道
- めとろ庵：東京地下鉄（東京メトロ）
- 印旛そば：京成電鉄
- えきめんや、えきめん茶屋：京浜急行電鉄（京急）
- しぶそば：東急電鉄（東急）
- 狭山そば：西武鉄道
- 高幡そば、万葉そば、たまの里：京王電鉄
- 箱根そば：小田急電鉄
- 汽笛亭：東海旅客鉄道（JR東海） - 2018年廃業。営業終了まで本社直営であった[21]。
- かどや：名古屋鉄道（名鉄）
- 麺家、かぐら、おあがりや：西日本旅客鉄道（JR西日本）
- 麺座：京阪電気鉄道
- 阿倍野庵、上六庵、鶴橋庵：近畿日本鉄道（近鉄）
- 南海そば：南海電気鉄道
- 若菜そば（旧名阪急そば）：阪急電鉄
- 阪神そば、戎屋うどん、六甲庵：阪神電気鉄道
- しんてつそば、うどんそば処有馬：神戸電鉄・北神急行電鉄 - 2001年までに全店閉店）。
- 山陽そば：山陽電気鉄道 - グループ企業の大阪山陽タクシーが運営。山陽そば　飾磨店（2021年10月29日閉店）

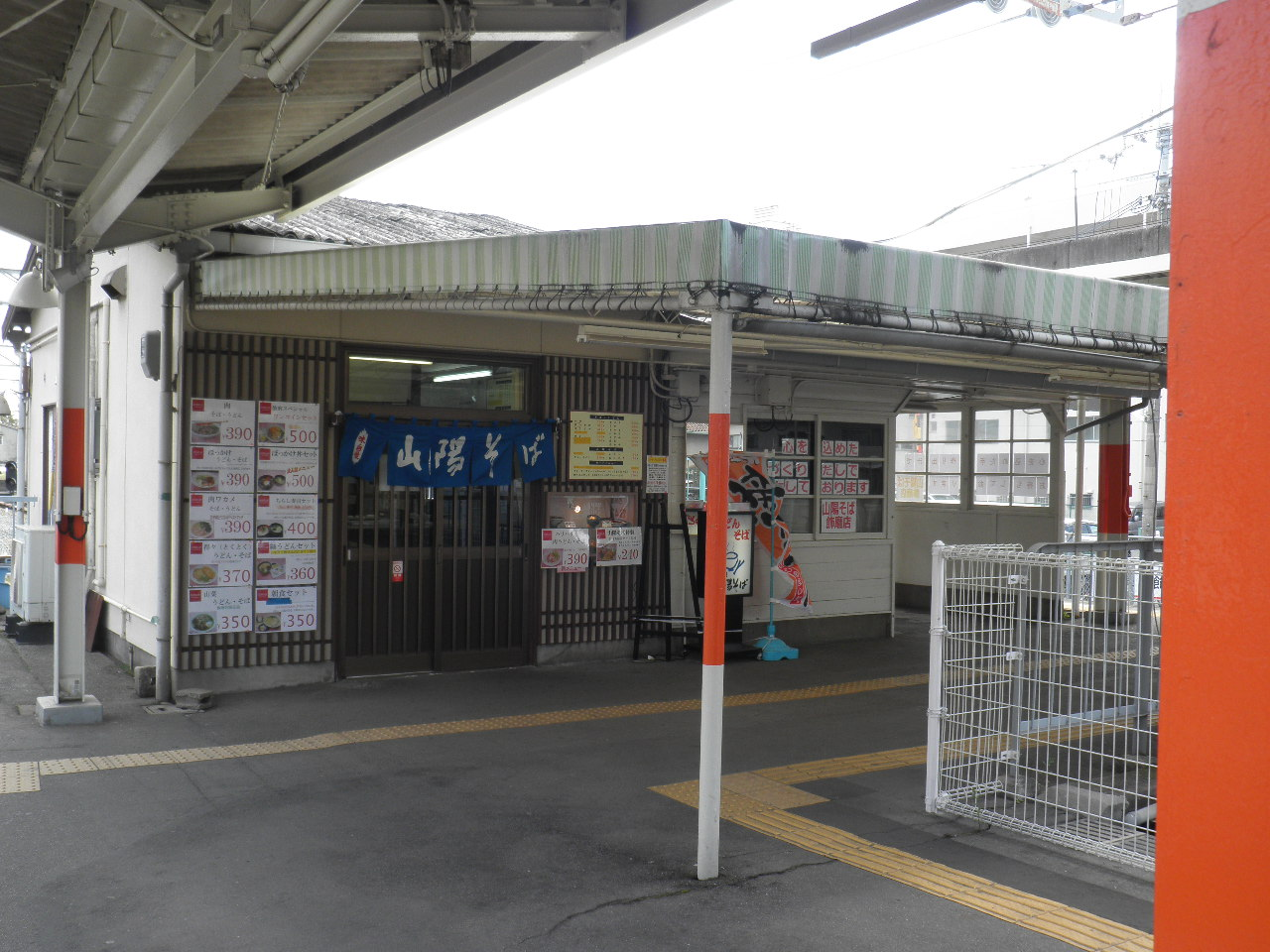
山陽そば　飾磨店（2021年10月29日閉店）

- 高速そば：阪神電気鉄道・神戸高速鉄道 - 2021年に閉店、跡地に神戸製麺所が出店。
- めりけんや（うどん店）、かけはし (四国旅客鉄道)（うどん店）：四国旅客鉄道（JR四国）
- やりうどん：西日本鉄道（西鉄）

西日本、特に近畿地方ではうどんがメニューの中心だが、屋号には「そば」を用いていることが多い。蕎麦の販売割合は4割から5割程度との調査結果がある。要因の一つとして「そばの方が早く食べられるイメージがある」との見解が示されている。

## 各地の特徴
事典であって美味い店の紹介ではないので、特徴をお願いします。「本格的な味」「人気がある」では不適当かつ不充分

### 北海道

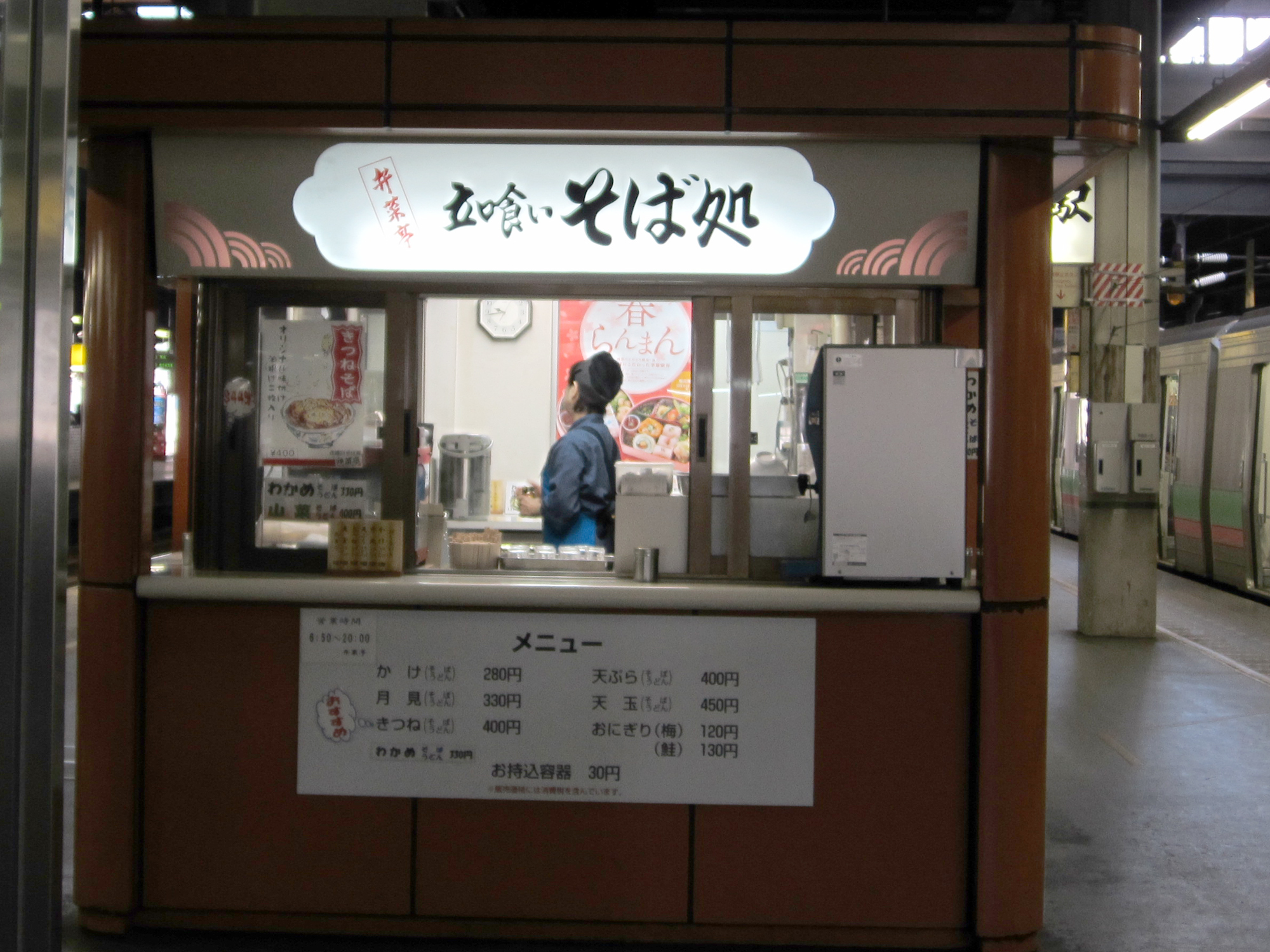
札幌駅ホーム上の立ち食いそば店

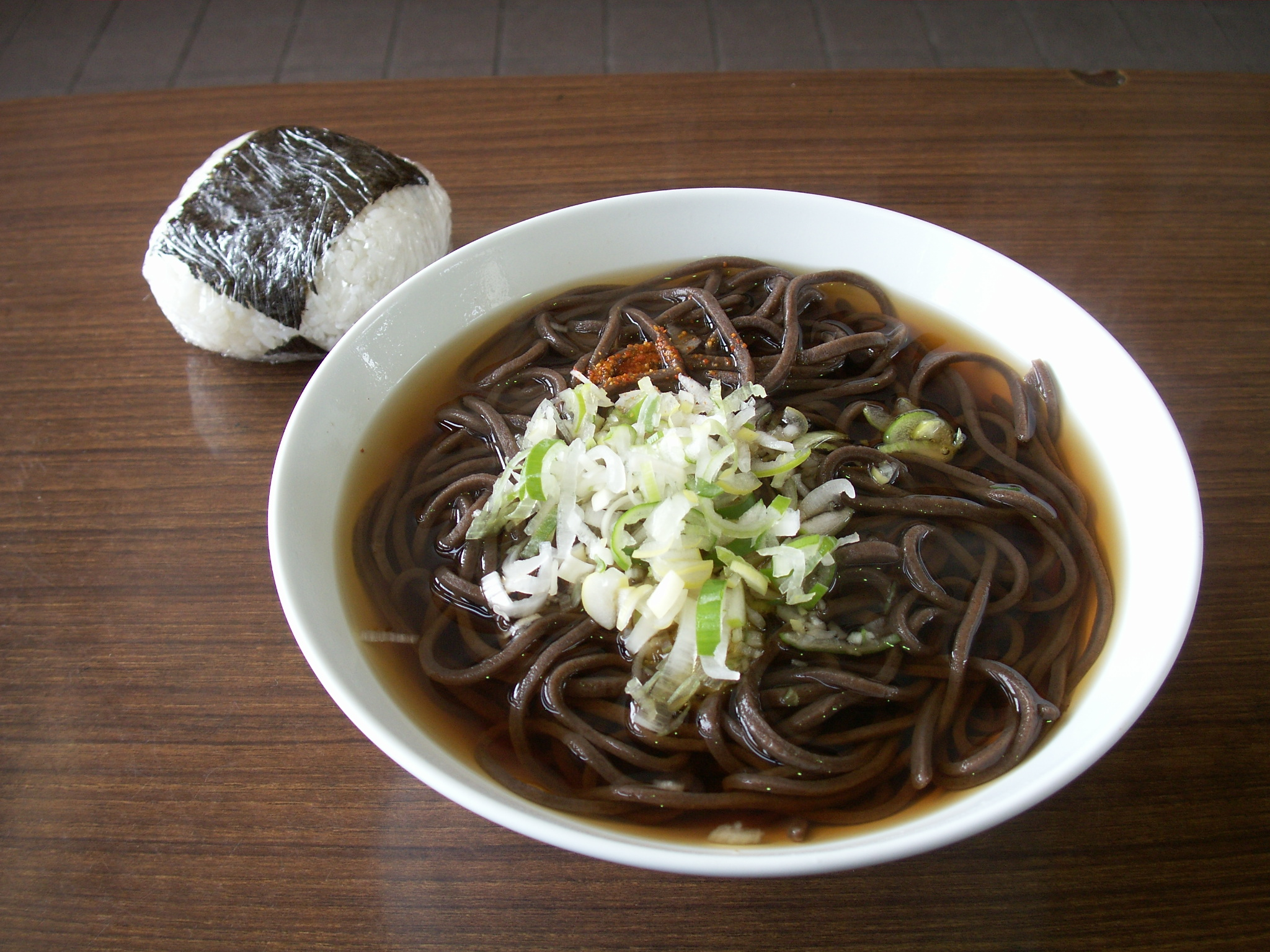
音威子府駅駅蕎麦。旅行雑誌やテレビなどのメディアで取り上げられた。

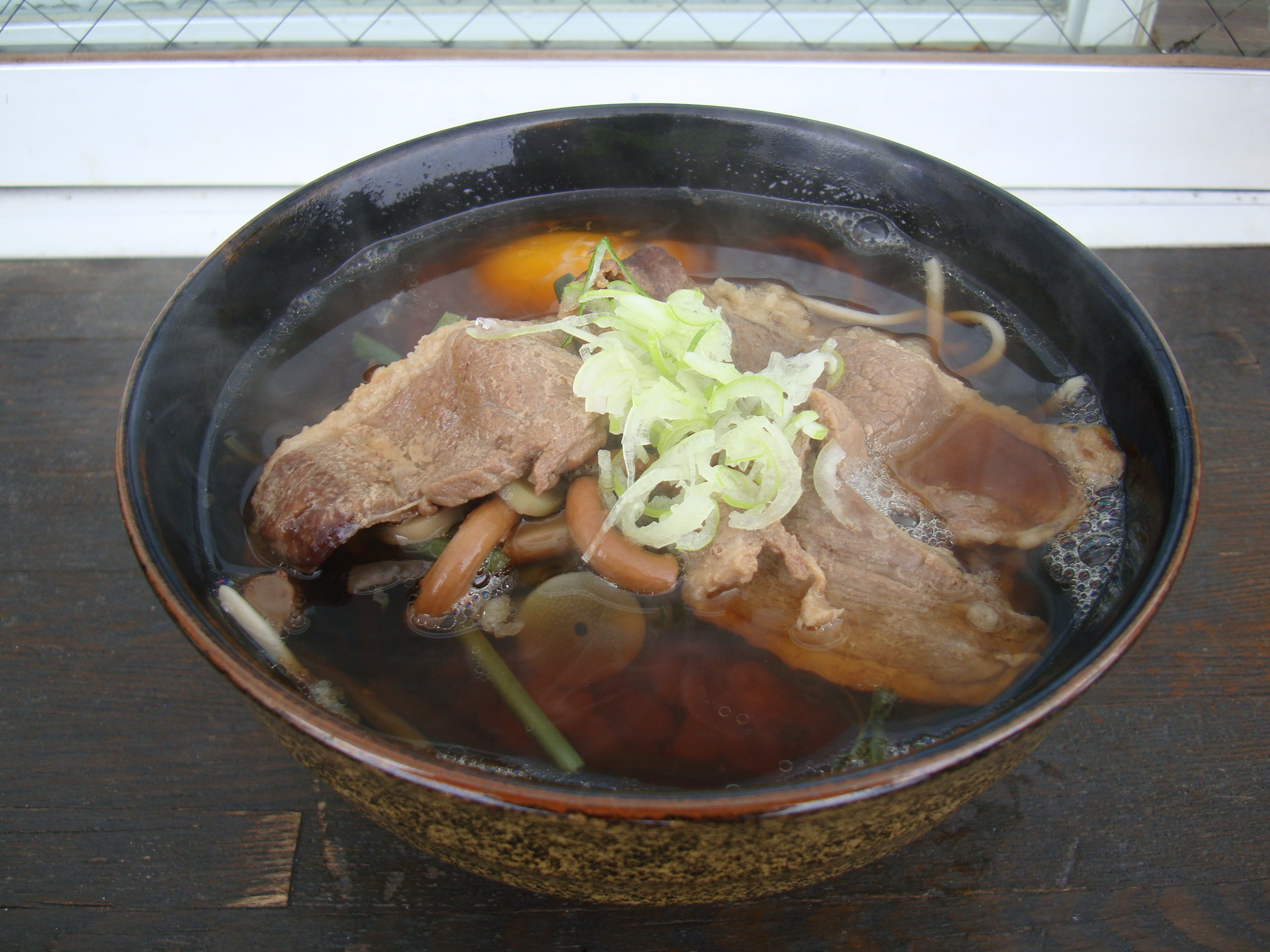
遠軽駅「スペシャルそば」。合鴨や天ぷらなど割増トッピング全部入り

- 音威子府駅にある「常盤軒」で提供されていた濃い黒色をした蕎麦はテレビや雑誌などでも取り上げられた（2021年2月に閉店[23]）。
- 遠軽駅では、きつねそば・うどんが無く、合鴨そばが中心となっていた（2018年ごろから休業、その後閉店[24]）。

他にも函館駅、五稜郭駅、倶知安駅、岩見沢駅、滝川駅、深川駅、留萌駅、増毛駅、遠軽駅、音威子府駅、稚内駅などにも駅そば店があったが、全て閉店している。番外としてバス駅として待合室が活用されている旧静内駅のそば屋や、大通駅改札外すぐにあるひのでそばのように、駅近隣の立ち食いそば屋がいくつかある。北海道の立ち食いそば店のダシは色が非常に濃く、真っ黒いものが多い。しかし味は見た目とは裏腹に、昆布ダシを加えた甘めなものが多く、塩辛さはそれほど強くはない。

### 東北

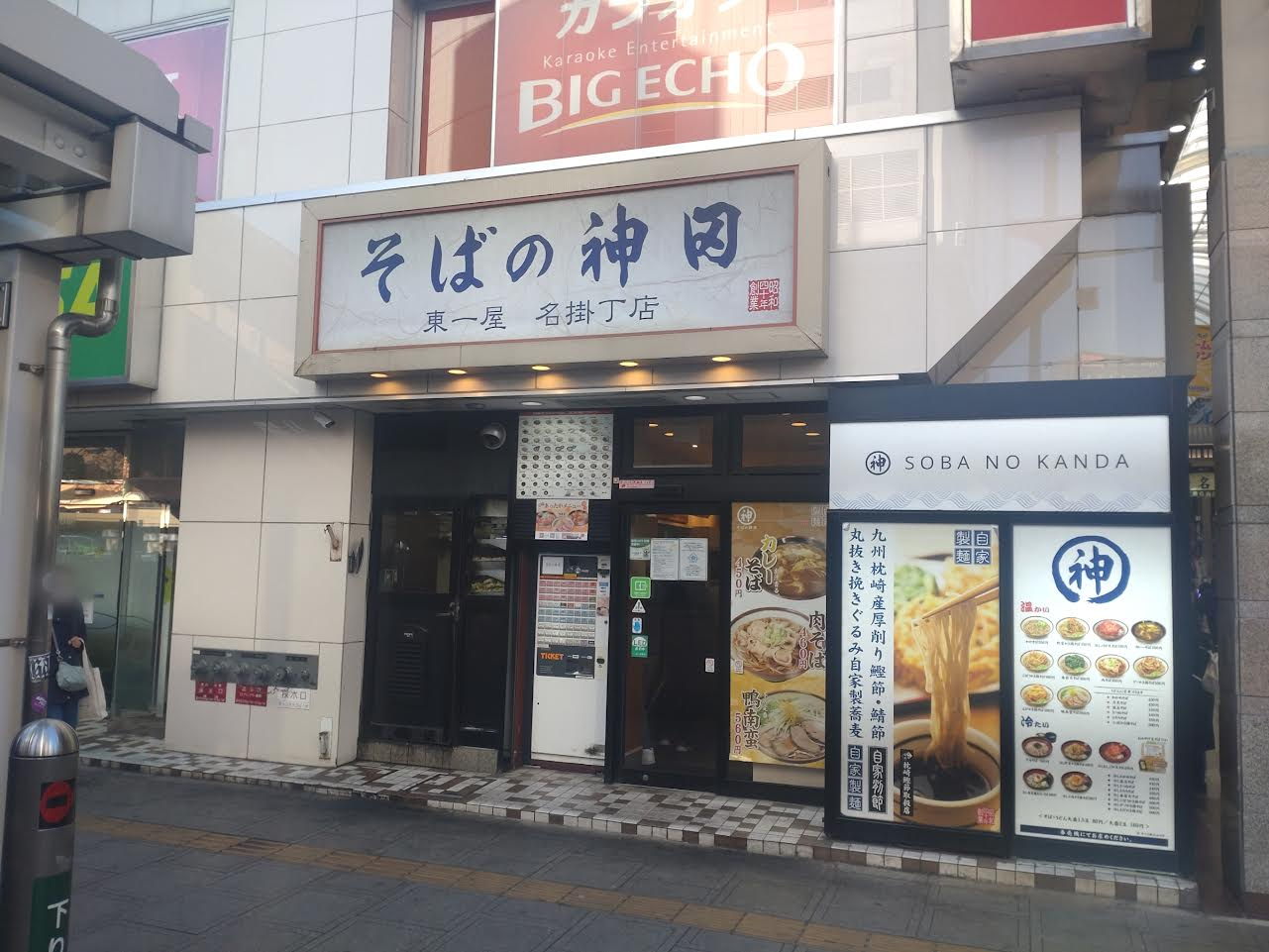
そばの神田 東一屋 名掛丁店(11月18日撮影)

- 東北地方は多くで伯養軒が「こけし亭」「OASIS」などとして営業していたが、日本レストランエンタプライズ（NRE）との合弁会社に譲渡されたのち、NRE直営店となった。
- 仙台駅では、こばやしが営業する「杜」の「鶏から揚げそば」がある。
- 原ノ町駅で立ち食いそば店を運営していた「丸屋」は、駅前の食堂からおよそバット1枚分ずつ、ゆで上げられたそばが運び込まれていた。なお、東日本大震災の影響で駅構内での営業を終了し、駅前で新たに「まるや」の屋号で営業を行っている。
- 青森県の十和田観光電鉄線の十和田市駅と三沢駅には、十和田観光電鉄直営の駅そば店があった。十和田市駅の駅そばは十和田市中心部の十和田観光電鉄本社社屋内へ移転し、屋号も『駅そば』のままで営業を継続している。
- また仙台市の「そばの神田」で修業した店主が、福島県郡山市で「そばの神田」を開業しているが、正式な支店ではなく、メニューや材料の仕入れ先は全く異なっている。

### 北関東
- 茨城県内の主要駅では、納豆そば・うどんが食べられる。
- 水戸駅では、冬季メニューにけんちんそば・うどんがある。
- 小山駅では、宇都宮線上りホームに「きそば」という中沢製麺が受託運営の店があったが、JR東日本グループとの契約満了により2022年1月14日に閉店した[25]。
- 新前橋駅にある「麦和楽」（むぎわら）のうどん・そばは、自社麺房の手打麺を使用している。

### 南関東
- 大手チェーン店として、富士そば、小諸そば、ゆで太郎、箱根そば、梅もと、笠置そばなどがある。
  - 東京都心の商業地などでは鉄道駅に依存せずに立地しているケースも見られ、テーブルと椅子を備え付けた店舗も多い。こうした店では女性客の取り込みにも成功し、立ち食いそばからファストフード形式のセルフサービス店へと業態が変化しつつある。
- 東日本旅客鉄道（JR東日本）では以前は各駅毎に様々な業者が入り営業していたが、経営者の高齢化やJR東日本の事業再編に伴い、連結子会社である日本レストランエンタプライズ（NRE、当時）へとこれら業者を統合してきた。店名は多くの店で「あじさい茶屋」であったが、当初全ての店舗でメニューや味を統一した結果「個性がない」との反発も強かった[26]。そのため、近年では独自のメニューを用意するなどして、他店と差別化を図る店も増えており、駅によっては異なる店舗名で出店している例もある。
  - 具の内容が異なる店として、品川店のみの「しながわ」、西船橋店では他店と異なるかき揚げを使用、などがある。
  - 「あじさい茶屋」以外の名称で出店している駅としては、錦糸町駅の「本所そば」、品川駅の「しながわそば」などがある。立川駅ホームの立ち食い店「清流そば」もNRE（旧駅弁業者の中村亭を買収したNRE中村亭）の店舗で、甘辛く煮た薩摩揚げ・厚揚げ・煮卵2個の3種の種物から選ぶことができる「おでんそば・うどん」がある。
  - 全国的な讃岐うどんブームが起こった2002年（平成14年）より、NREが四国旅客鉄道（JR四国）系列の「めりけんや」と業務提携を行い、恵比寿駅・上野駅・新橋駅など一部の駅で讃岐うどんの専門店を営業している。
- JR東日本系列のジェイアール東日本フードビジネス（JEFB、当時）も独自に「あずみ」「生そば あずみ」を展開しており、同じ駅にNREの「あじさい茶屋」や前述の讃岐うどん店が共存することがある。その他、以前はJR東日本直営系として、旧各鉄道管理局直営店舗からの流れをくむ各支社子会社であるジェイアール東京企画開発・ジェイアール宇都宮企画開発が展開する「喜多そば」、ジェイアール神奈川企画開発・ジェイアールかいじ企画開発が展開する「小竹林（旧・そばたいむ小竹林）」があったが、2009年4月に関連会社の統廃合に伴い、これらの店舗はNREに事業譲渡された。小竹林の特徴は冷凍麺を使用している点である。立ち食いそばマニアの印南敦史は、「小竹林」はNRE系列なのに美味しかったが「いろり庵きらく」になってそうしたら味が劇的に落ちたと評している[27]。
  - なお、NREとJEFBは合併しJR東日本フーズとなったのち、JR東日本リテールネットに合併されJR東日本クロスステーションのフーズカンパニーとなった。
- 品川駅構内の立ち食いそばは、NREのほか、NRE非系列の常盤軒の店もある。また、ホームや場所ごとに業者により内容が全て異なる。
- 常磐線我孫子駅と天王台駅は、鶏の唐揚げが乗った「唐揚げそば」がある。営んでいる弥生軒はかつては駅弁業者で、過去に画家の山下清が働いていた。
- 私鉄の場合、その鉄道会社の系列の店が出店する傾向が強い。小田急電鉄系の「箱根そば」（小田急レストランシステム）などが代表格である。このほか、京王電鉄系の「高幡そば・万葉そば」（レストラン京王）、西武鉄道系の「狭山そば」、東京メトロ系の「ちかてつそば・めとろ庵」（営団地下鉄時代から主に駅敷地の地上で展開、運営はメトロフードサービス→メトロプロパティーズ）、京浜急行電鉄系の「えきめんや」（京急フードサービス→京急ロイヤルフーズ）、東急電鉄系の「しぶそば」（東急グルメフロント）などがある。鉄道会社とは資本関係のない業者がテナントとして出店する場合も多々ある。東武鉄道では伊勢崎線北千住駅・新越谷駅に小諸そばがそれぞれ出店している。

### 北陸
- 新潟県の道の駅豊栄には、甘辛く煮付けた厚揚げが一丁入った「ジャンボ狐そば・うどん」が、北陸自動車道・栄パーキングエリアには、近隣の長岡市栃尾地域の油揚げが入った「大ぎつねそば・うどん」がある。

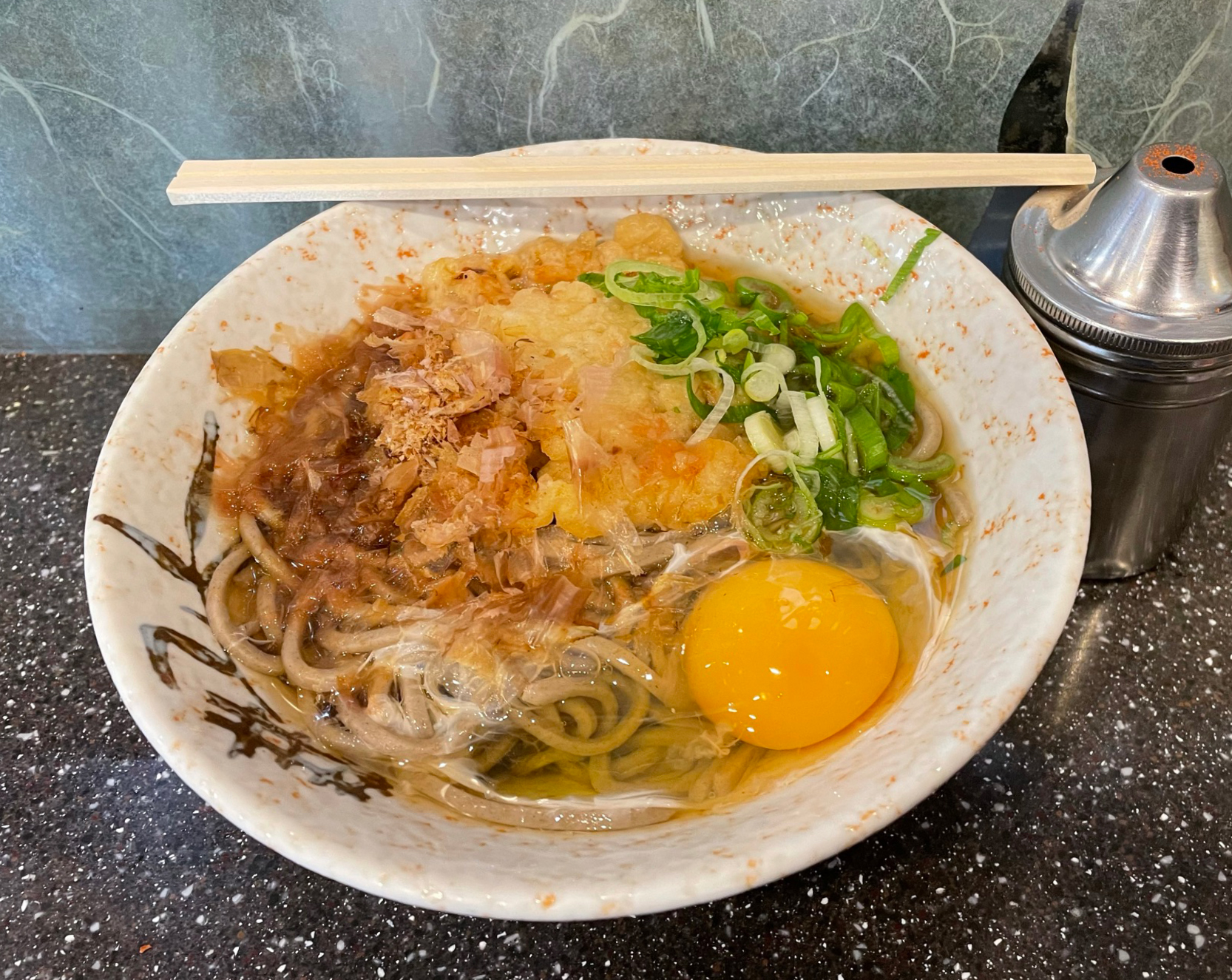
福井駅構内の立ち食いそば

- 福井駅のうどん・そばは、鰹節を散らすのが特徴である。
- 富山県・石川県のうどん･そば店では「赤巻」と呼ばれる北陸地方独特のかまぼこが添えられるのが一般的なため、立ち食いのかけそばやかけうどんでもネギと共にかまぼこが出されている。

### 甲信
- 山梨県は「丸政」がチェーン展開しており、甲府駅・小淵沢駅などに店舗を構えている。
- 長野県の軽井沢駅（しなの鉄道改札付近）にあるおぎのやの店舗では軽井沢駅が「駅そば発祥の地」であると標榜。注文毎に生めんから茹で3分間ほどで提供する[28]。
- 長野県の塩尻駅にある「そば処 桔梗」は改札内の店舗出入口の幅がわずか50cmで、店内も2名分の空間しかないため日本一の狭さと言われることがある[29]。

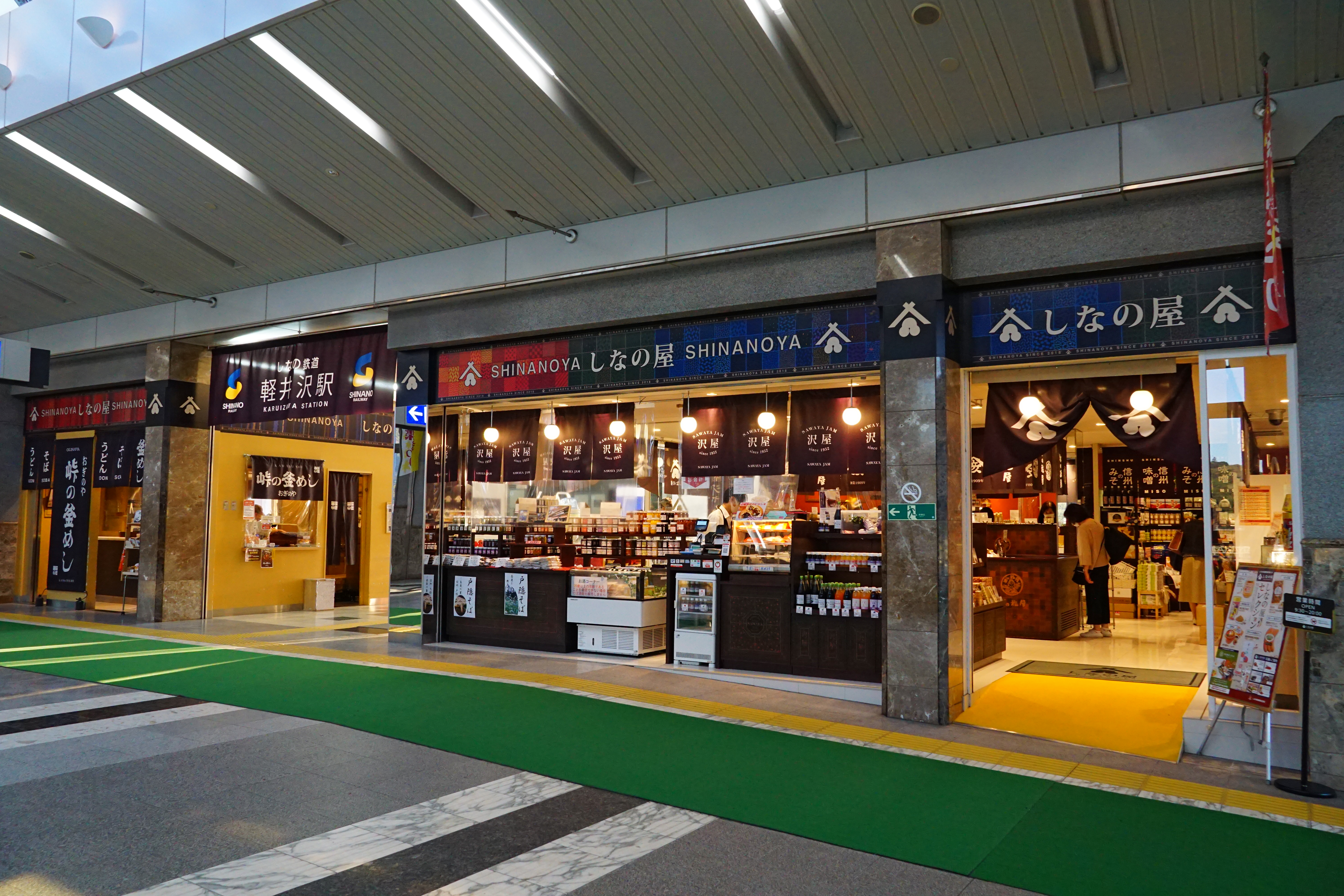
おぎのや軽井沢駅売店（左）
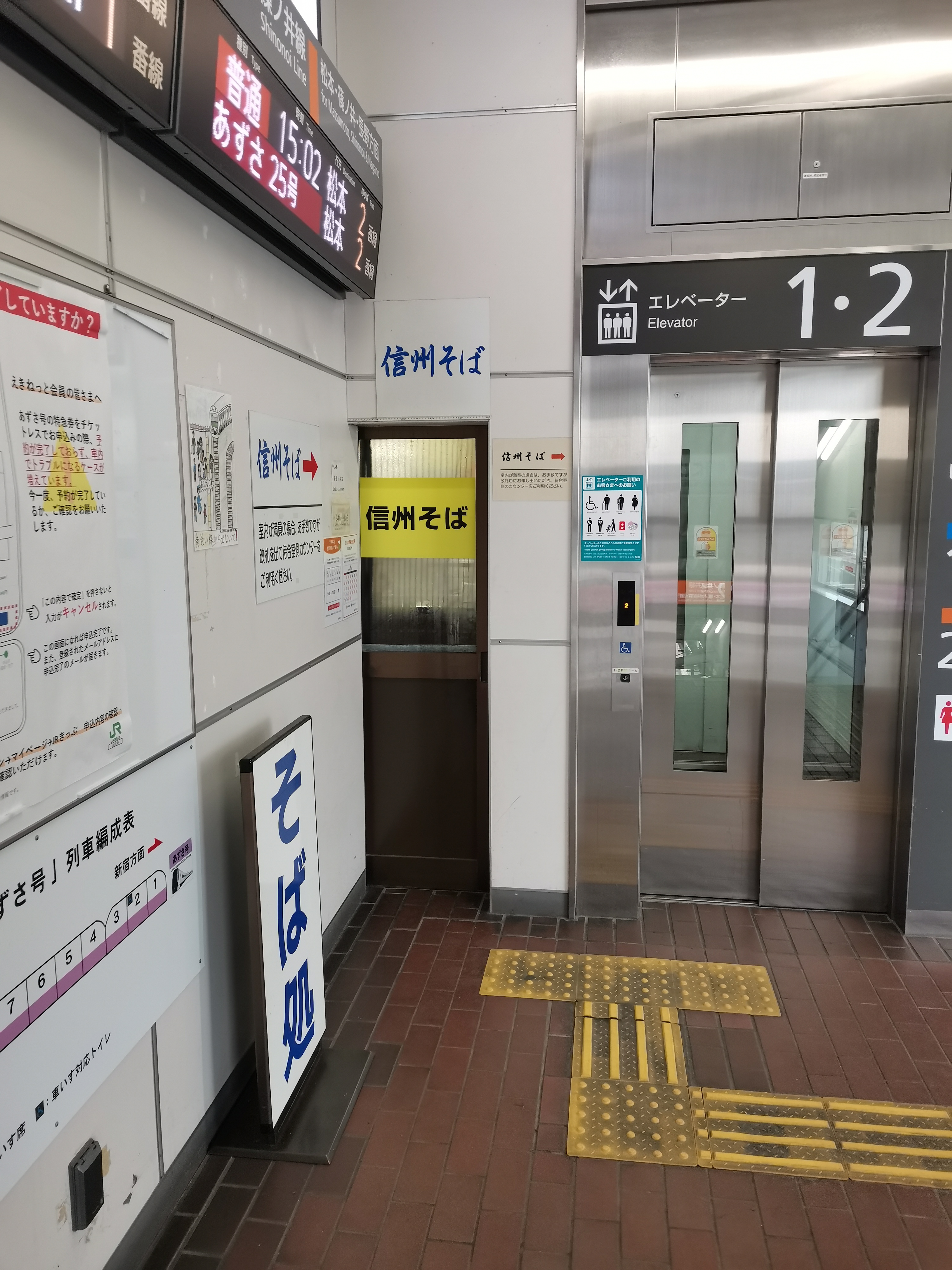
そば処 桔梗（塩尻駅）

### 東海

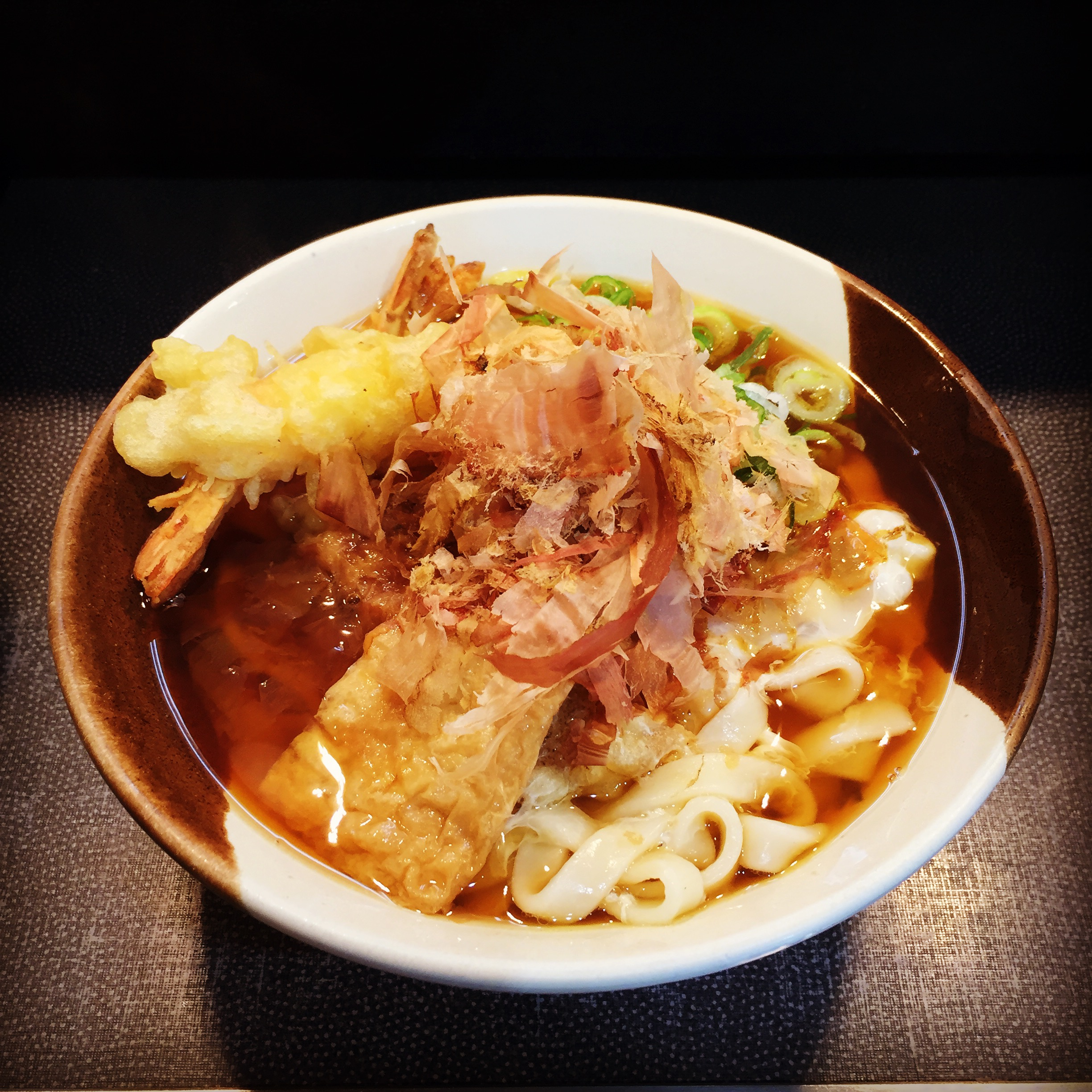
名古屋駅・新幹線ホームの立ち食いのきしめん

- 中央本線中津川駅の「根の上そば」は、細麺でしっかりとした歯ごたえがあり、信州蕎麦の特徴である濃い色のツユを使用し、やや甘みがあり円やかな味わいがある。
- 静岡県では、鉄道駅以外に市街地や国道沿いにおける出店も（僅かに）ある。静岡がサクラエビやシラスの産地であることから、サクラエビやシラスの掻き揚げ天ぷらを乗せたそば・うどんも存在する。なお、県内全域でつゆは関東風にいりこだしを加えた甘めのものが使われる。

### 近畿

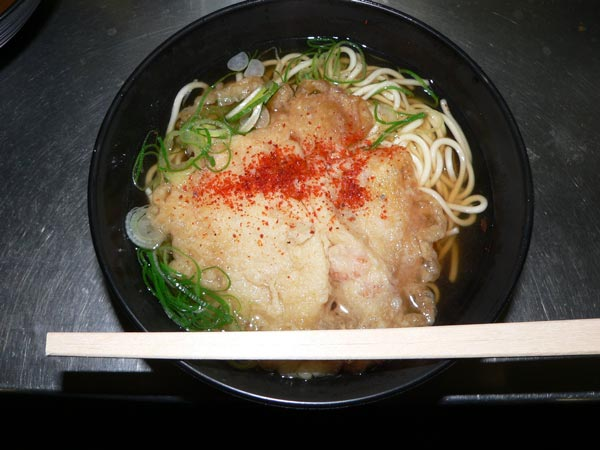
姫路駅名物「えきそば」。かんすいを使用した「黄そば」の一種であるが、実際はほぼ白色に近い。トッピングは具のほとんど入らない「天ぷら」である。

- 近畿地方の大手チェーン店としては都そばが有名である。
- 近畿地方の立ち食い店で用いられる「天ぷら」は、衣のみでほとんど具のない小麦粉の固まりであることが多い。これは当地には「たぬきうどん」が存在しないためで、「はいからうどん」をメニューに掲げたり天かすを無料で提供する店以外においては、事実上他地域における「たぬき」に相当するものとなっている。この種の「天ぷら」を扱う店においては、たまねぎなどの野菜類を用いる関東方面で一般的なかき揚げは「天ぷらうどん」ではなく「かき揚げうどん」として提供される。
- 山陽本線（JR神戸線）の姫路駅などの構内にある「えきそば」（店名）は、前述の直江津駅・燕三条駅（扱い終了）と同様に中華麺が和風つゆに入っている。こうした中華麺を使用したそばは、近畿地方では大衆食堂や学食、一部の立ち食いそば店などにおいてもしばしばみられ、蕎麦粉を用いた通常のそば（和そば・黒そば）と区別するために「黄そば」（きぃそば）と呼ばれる。また近畿地方では、他地域ではあまり見られない「細うどん」にも一定の人気があり、立ち食い店においても提供する店が散見される。
- 近畿の私鉄駅構内の立ち食いそば・うどん店は、阪急電鉄の「若菜そば（旧名・阪急そば[注釈 1]）」、阪神電鉄の「阪神そば[30]」、南海電鉄の「南海そば[31]」、山陽電鉄の「山陽そば」、京阪電鉄の「麺座（旧名・比叡）」、近鉄電車の「◯◯庵[32]（◯◯は駅名）、あみ乃や[33]」などが存在する。また、かつては神戸高速鉄道の「高速そば」、神戸電鉄の「しんてつそば」なども存在した。
- 神戸市の兵庫区や長田区を中心に「ぼっかけ」うどん（そば）というものがあり、スジ肉とこんにゃくを甘辛く煮込んだものがトッピングされる。
- 大阪市の一部地域にはホルモンうどんやかすうどんを提供する店もある。

### 中国

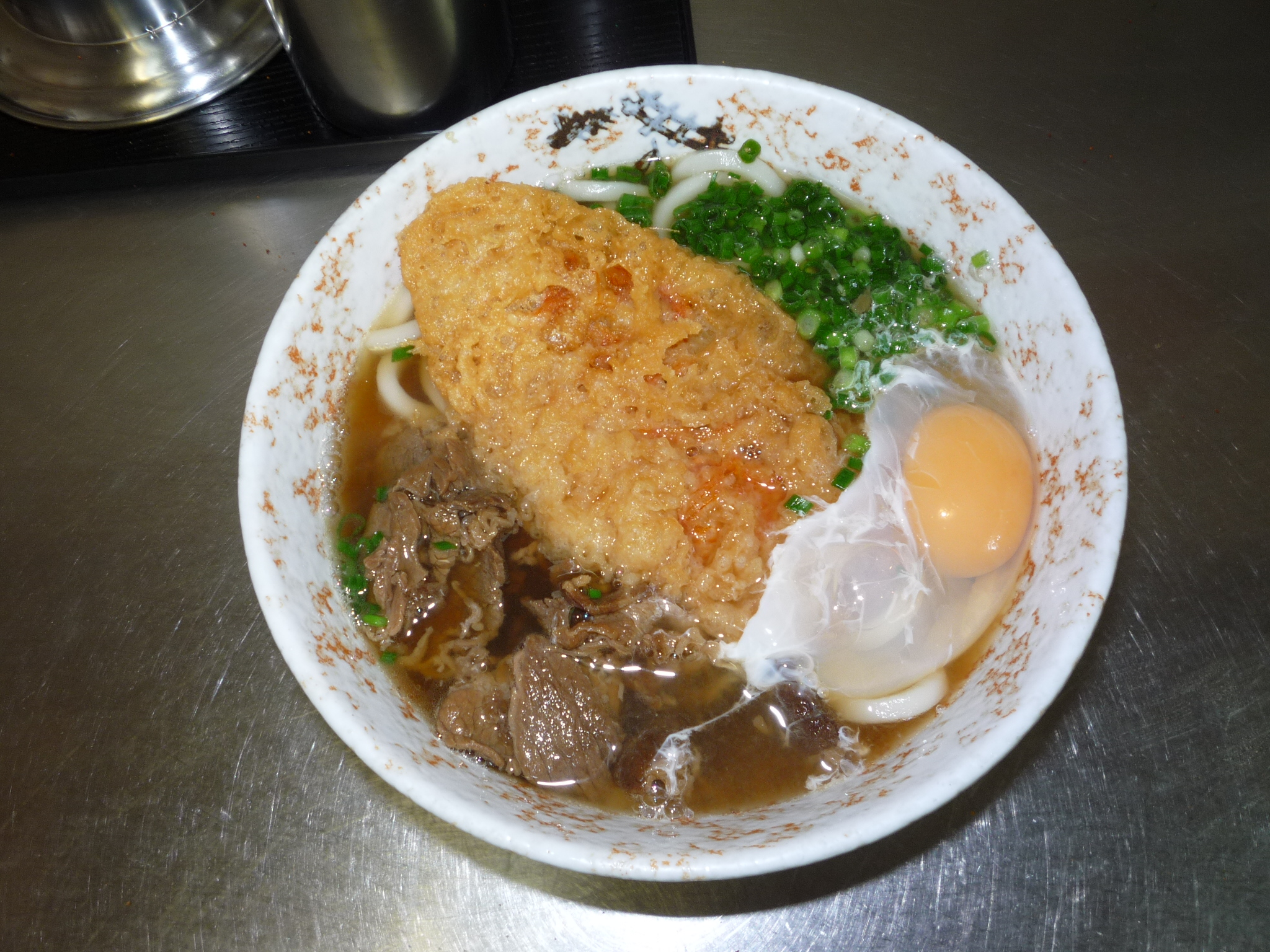
広島駅肉天玉うどん

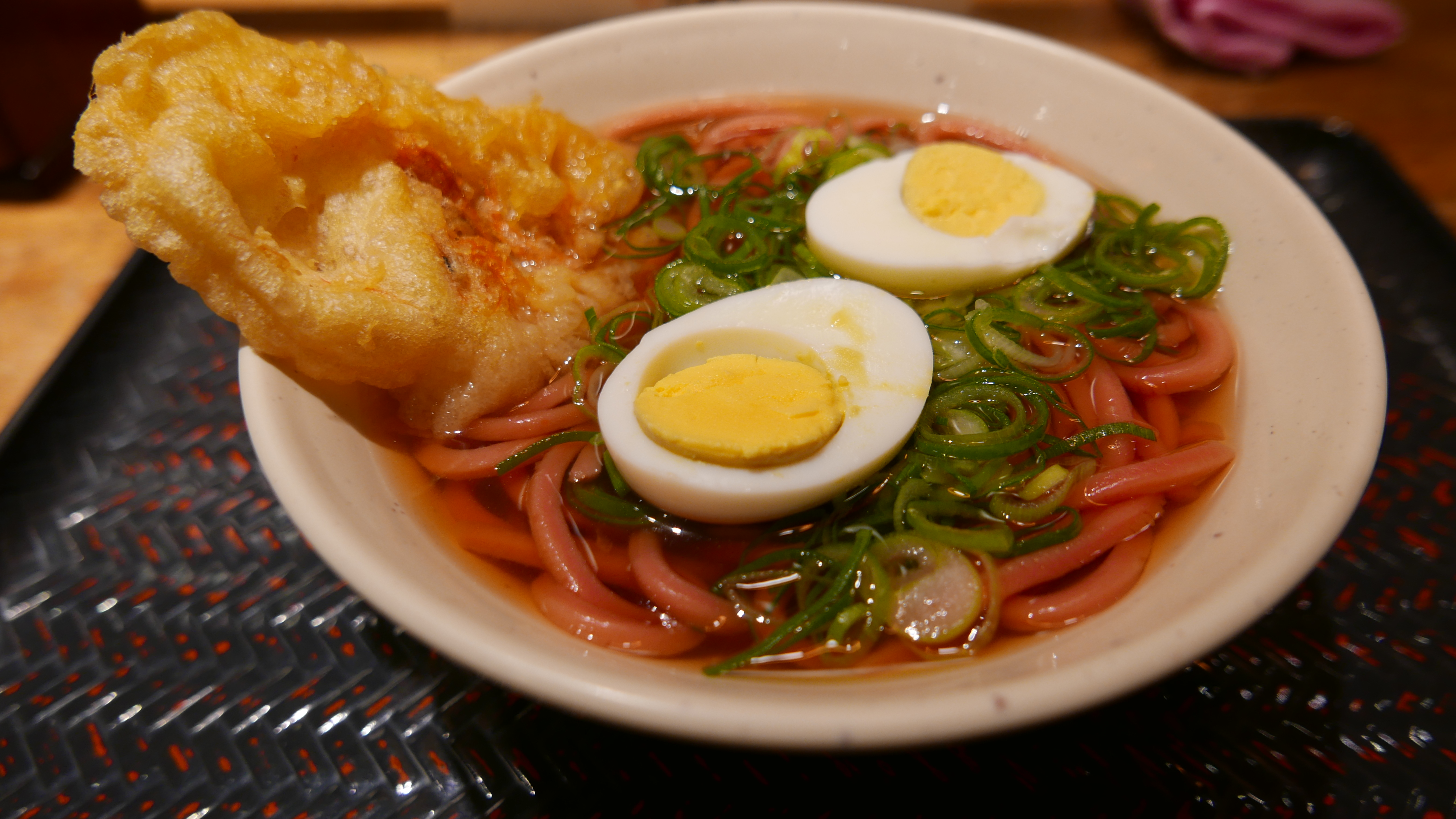
広島駅のカープ赤うどん。麺は紅麹で着色してある。広島東洋カープが勝利した試合の翌日は，画像の如くゆで卵が2つ付く。（通常は1つ）

- ほぼ近畿と同様の昆布と鰹節で出汁を取り、淡口醤油の風味を生かしたつゆの立ち食い店が多い。ただし鳥取県の米子駅と島根県出雲地方の駅では、濃口醤油を使った、色が濃い目のつゆであるが、ネギに関しては西日本の他の地域と同様に葉ネギ（青ネギ）が使用されている。
- 島根県にあるJR木次線の亀嵩駅は簡易委託駅で、駅舎内の蕎麦店「扇屋そば」の店主が駅業務を兼業している。
- 広島駅では、駅弁業者の広島駅弁当が2014年12月1日まで1番のりば、4・5番のりばで営業していたが、新跨線橋に店舗「驛麺家」として2014年12月2日にリニューアルオープンした。「天ぷらうどん」の天ぷらは、小エビが入ったわらじほどの大きめなかき揚げ風で、一番人気とされている。またこれとは別に大きな手作りのかき揚げが載った「かき揚げうどん（そば）」もある。新店舗開店を機に、カレーうどん（時期は不明だが廃止）や「担々うどん」なるものも登場した。従前のプラットホームの店舗で販売されていた、紅麹で着色した麺を使用する「カープ赤うどん」も継続販売されている。その他、「ぶっかけうどん」や夏期にはざるそば（うどん）も出される。
- 福塩線の備後矢野駅では、駅舎の中に民芸店、うどん・そばの店（「山小屋」）がある。餅2つ（ヨモギ・きび）入りの田舎そばといった変わったメニューがある他、ブランド牛の上下牛を使った肉そばがある。
- 鳥取駅では、「砂丘そば」がかけそばに準ずる基本メニューであるがチクワが載せられる。他の標準的なメニューの他、寿司類が多い。

### 四国
- 薄口醤油を用いた近畿風のつゆだが、出汁にいりこを多く用いるため近畿地方とは若干風味が異なることがある。
- 立ち食いそば・うどん店が少なく、うどんのみの店がほとんどである。そばがある場合でもうどんの金額に追加料金を求められる場合もある。
- 鬼無駅の構内では、中華料理店『ニュー雅園鬼無駅店』が乗車券を簡易委託して2018年3月31日まで発売していた、言わば主客逆転の駅である。なお、中華料理店は簡易委託終了後も、駅舎のテナントとして営業している。
- 阿波福井駅の構内では、うどん店『駅小屋』が簡易委託をおこなっていたが2013年頃閉店となっている。
- 坂出駅や本山駅の駅舎にもうどん店が入居していたが閉店となっている。
- 高松駅の構内には、かつて宇高連絡船の甲板で営業していたうどんを再現した商品を提供する店舗（2014年以降は「めりけんや」が営業）が2001年からあったが、2021年11月限りで閉店した[34][35]。
- 阿波池田駅の構内では、改札外に祖谷そばを提供する店舗『ちゃみせ』があったが、2016年2月29日閉店となっている。
- 徳島駅の構内では、改札内に祖谷そばの特徴を伝えつつ、小麦粉とそば粉を2対8の割合でブレンドした「二八そば」の祖谷仕立てそばを提供する店舗『麺家れもん徳島駅店』がある[36]。
- 松山駅の構内では、愛媛県名物のじゃこ天うどん（そば）がある。

### 九州

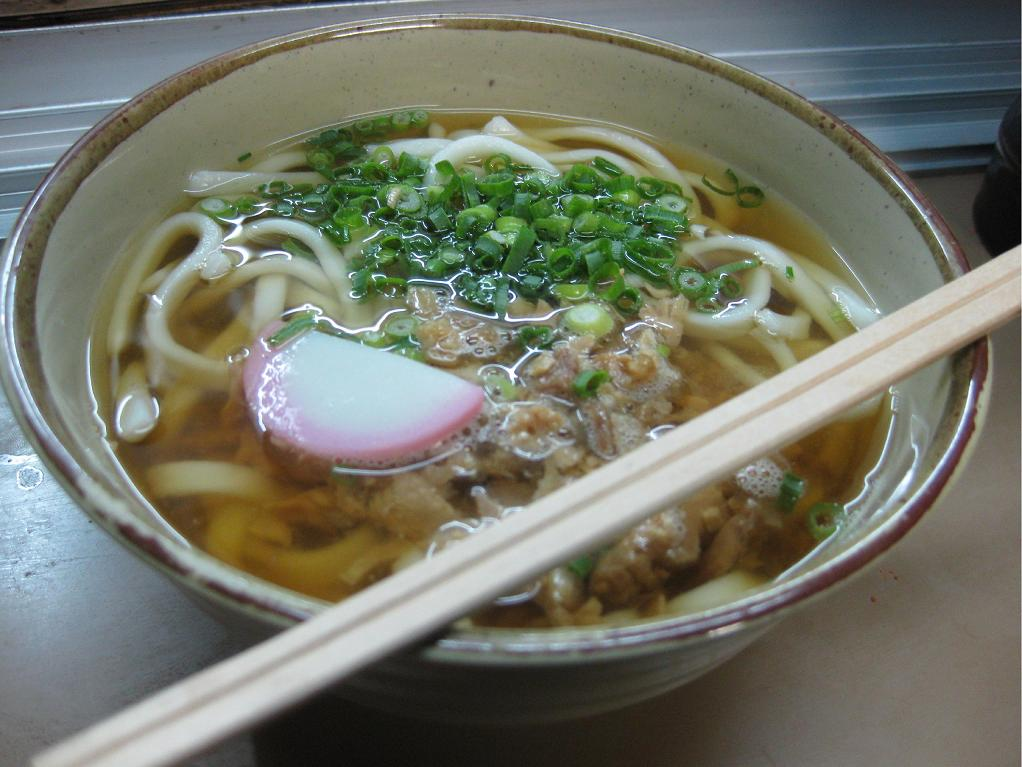
鳥栖駅のかしわうどん

- うどん中心の地域であり、うどん麺は常にすぐ出せるように準備されているが、蕎麦はすぐ出せないという店が多い。そばの場合は四国同様に追加料金が加算される店もある。
- 特徴的な種物としては「ごぼう天」（「ごぼ天」とも言う）と「丸天」が挙げられる。「ごぼう天」とは、主にゴボウの掻き揚げを指すが、斜め切りまたは拍子木切りにして個別に揚げたものを用いる地域もあり、シャキシャキとした食感が好まれる。「丸天」とは薩摩揚げに似た大判の蒲鉾天ぷらの事である。甘みは薩摩揚げほどではなく、また前述の立川駅で見られる「おでん」とは異なり、特に味付はなされていない。
- 「天ぷらうどん」あるいは「天ぷらそば」を注文すると、上記の「丸天」が乗って出てくる場合がある。
- 九州地方の立ち食い店では、大半の店でプラスチック製の丼で供され、わずかな容器代を追加すれば車内に持ち込む事も可能である。
- 福岡県を中心とした北部九州地区では、柔らかい食感とやや平たい断面が特徴的の「博多うどん」が提供される。また、「かけ」を注文した場合でも、鶏肉の細切れを甘辛く煮た「かしわ」と呼ぶものが入っている場合が多い。かしわうどんは博多駅はJR九州フードサービス（寿軒倒産後に業者が代わる）、以北が東筑軒、小倉駅・門司駅が北九州駅弁当と分かれている。両者では麺・汁・かしわの味も風味も全く違う。博多駅では替玉もある。小倉駅の「ぷらっとぴっと」は漫画「クッキングパパ」59巻で名物として紹介されている。

### 沖縄
- 沖縄県は、日本そばやうどんを提供する店自体が全県で50軒程度と極めて少なく、立ち食い店も個人経営の小規模店が開業することはあれど長続きした例はない。また沖縄そばに関しても座席を設けない立ち食い店は皆無である。車社会の沖縄には「100円そば」という具なしに近い沖縄そばを少量安価で提供する業態が存在し、街道沿いの弁当屋やパーラー（屋台に近い簡易店舗）において広く販売されている。
- ただし、近年では日本そばを提供する店も増えている。なかでも、関東風の蕎麦を提供する「永當蕎麦」は立ち食い形式であり、内地の立ち食い蕎麦チェーン店とよく似た業態である。

## 愛好著名人
庶民向けの安価な食事のイメージが強い立ち食いそば・うどん店であるが、芸能人・文化人などの著名人にも愛好者が存在する。
- 佐藤栞里 - いわゆるガチ勢。週4回ペースで利用しており、次々と「開拓」訪問している。何度かテレビ・雑誌の企画になっている[37][38]。習志野市「我孫子弥生軒」、立川市「奥多摩そば」、文京区「豊しま」など。
- 藤子・F・不二雄 - 作品のヒット後も庶民的な生活を続けていたエピソードが多くあり、立ち食いそばもその一つである。「箱根そば」（かつては立ち食い店）を利用していた。
- U字工事 - 旧立ち食い系の「箱根そば」が原点という
- 黒田有 - 新大阪駅「浪花そば」のきざみそば、姫路駅「えきそば」の天ぷらそばを気に入っている。
- 津田寛治 - 出来立てのものを立って味わう魅力をテレビで熱弁
- 赤坂泰彦 - 回数券で利用していた。週3回は利用するという[39]。
- なぎら健壱 - 立ち食いそば店をめぐるテレビ番組に出演。お気に入りは東京の「かめや」「白河そば」「恵み屋」など[40]。
- 山口良一 - 40年以上利用している。東京の「幸寿司」（昼はそば店）「君塚」「本格石臼そば本陣」など[41]。
- ケンドーコバヤシ - 東京・新橋「おにやんま」常連
- 日村勇紀 - 「おにやんま」常連
- トリンドル玲奈[42] - 「おにやんま」常連
- 国光文乃 - 東京・八重洲「いっぱい喰い亭」